# Fanum de Pupillin
Le fanum de Pupillin est un petit temple gallo-romain du Haut Empire romain (Ier siècle av. J.-C. au IIe siècle), dont il ne reste que quelques vestiges archéologiques. Le site, localisé dans la commune de Pupillin, dans le département du Jura, en Franche-Comté, est inscrit aux monuments historiques depuis le 2 novembre 1987 . Découvert à la fin du XIXe siècle, il a fait l'objet de fouilles durant les années 1970 et 1980 qui ont permis de mieux déterminer la structure du monument, sa nature et sa datation.

## Géographie
Le fanum de Pupillin est situé à la bordure occidentale du massif du Jura, sur le flanc du plateau de Lons-le-Saunier, à environ 540 m d'altitude, et domine le vignoble arboisien. Les ruines, actuellement dans un milieu forestier, sont localisées à 1,5 km au sud-sud-ouest du village de Pupillin et à 2 km à l'est du village de Buvilly.
Le fanum est bâti sur des éboulis recouvrant des terrains calcaires et marneux datant de la fin du Lias et du Dogger. Cette zone est tectoniquement caractérisée par un nombre important de failles d'orientation globale sud-ouest-nord-est plus ou moins parallèles. Le fanum est situé sur un petit compartiment délimité par une faille localisée à quelques centaines de mètres à l'est du monument et par une autre faille supposée qui serait recouverte par les éboulis, à l'ouest du fanum.

## Description

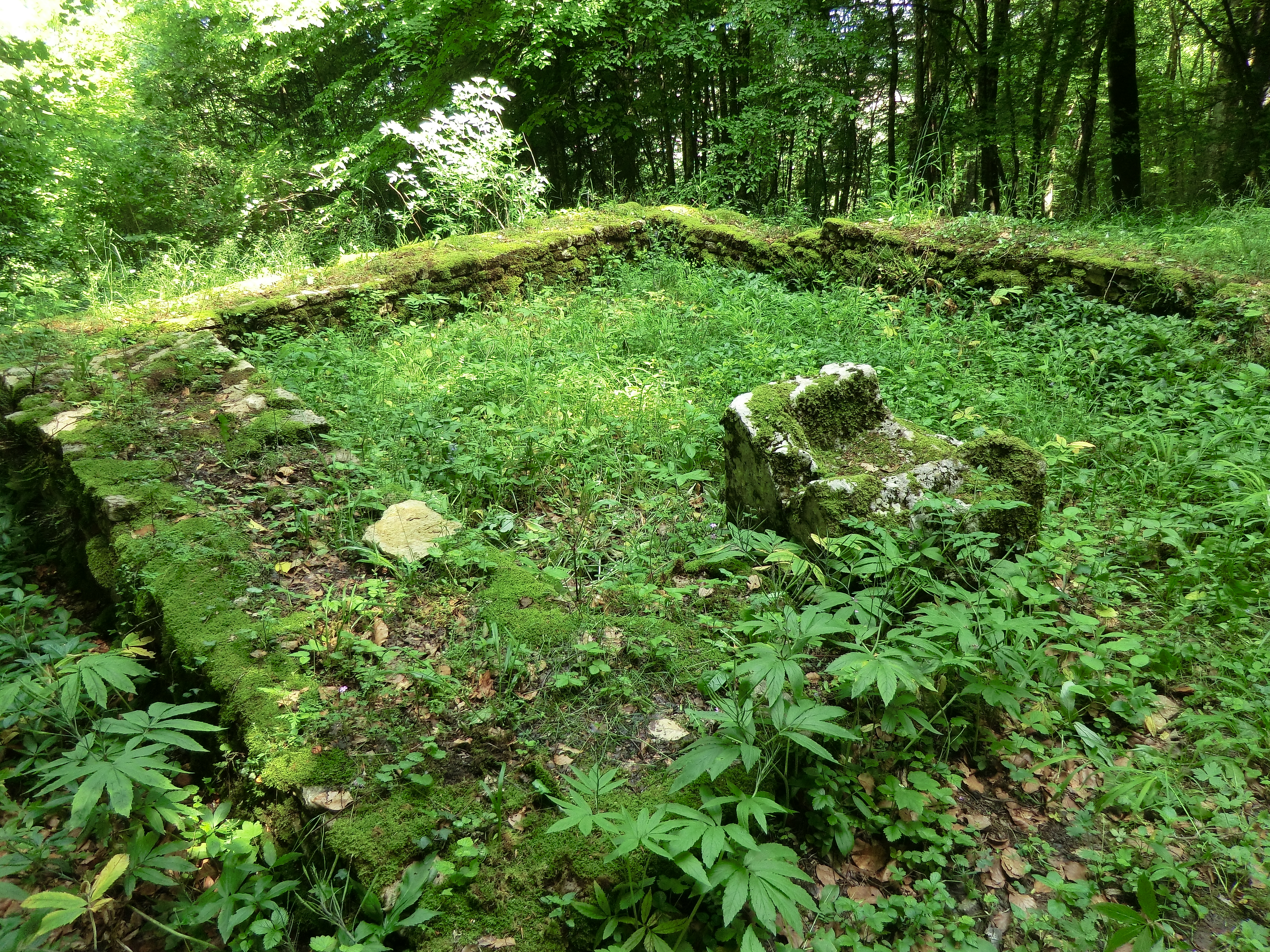
Le tronc à offrande, interprété comme étant un « sarcophage » par l'abbé Guichard.

Le fanum de Pupillin est une superposition de deux temples bâtis successivement au Ier siècle et au IIe siècle. Le premier temple possède une cella de 7 m de côté, dont les murs sont maçonnés, tandis que ceux de la galerie extérieure sont composés de pierres sèches, ce qui laisse supposer que cette galerie en portique était constituée de piliers en bois. Le second temple est celui dégagé par l'abbé Guichard à la fin du XIXe siècle ; de taille plus modeste par rapport à son prédécesseur, ses ruines ont été fortement perturbées par une tranchée creusée à cette époque. Il réutilise une partie des murs du temple du Ier siècle, mais la structure des constructions est identique à celle de ce dernier. Il était recouvert de tuiles, tandis que sa galerie sphérique était constituée de piliers en bois qui devaient s'appuyer sur une sablière basse reposant sur un muret de pierres sèches, dans le but de soutenir la charpente. À 5,5 m l'est de ces deux édifices, une terrasse de 6 m par 18 m creusée dans le rocher, afin d'en adoucir la pente, a été mise au jour ; son sol est recouvert de pierres et de tuiles très concassées. Dans le fanum, se trouve une petite structure de 35 cm × 30 cm de côté, pour 20 cm de profondeur, que l'abbé Guichard avait interprété comme étant un sarcophage funéraire ; il comportement un scellement latéral qui suppose la présence d'un couvercle, ce qui amène à penser qu'il s'agirait plutôt d'un tronc à offrande,.

## Historique

### La découverte par l'abbé Guichard
Ce petit temple païen est découvert dans la forêt de la commune de Pupillin par le prêtre archéologue du village Alphonse Guichard (1855-1927), sur une pente dominant une importante villa gallo-romaine qu'il fouille entre 1887 et 1890. Dans cette construction, formant un carré de 5,4 m de côté, l'abbé Guichard retrouve une pierre creusée, qu'il considère alors comme un sarcophage, plusieurs centaines de pièces de monnaie et plusieurs autres objets, comme des clochettes, qu'il prend à tort pour des « éteignoirs de lampe ». Lors de la découverte, il pense que cette structure peut être une vigie ou une ancienne tour de guet romaine, étant donné sa position dominante sur la plaine du Jura.

### Les campagnes de fouilles des années 1970 et 1980
Après la campagne de l'abbé Guichard, le site du fanum du Pupillin ne suscite plus le moindre intérêt et son emplacement exact est progressivement oublié. Recouvert par la végétation de la forêt, il est redécouvert par M. Mathieu qui remarque encore trois murs de la construction qui s'élevaient du sol à une hauteur significative. Une première campagne de fouilles est organisée par Jean-Louis Odouze entre 1969 et 1975 qui met au jour la véritable organisation du monument en deux fanas partiellement superposés. La zone du « sarcophage » de l'abbé Guichard ayant été intégralement fouillée par ce dernier, les fouilles d'Odouze s'orientent sur la structure autour de cette zone. Le premier fanum est daté du Ier siècle par les monnaies découvertes qui datent de l'époque de l'empereur Auguste, alors que les monnaies retrouvées par l'abbé Guichard datent du IIe siècle et sont à mettre en relation avec le second fanum,.
La seconde campagne de fouilles de 1985 – 1986 permet de répondre à plusieurs problématiques, notamment sur la nature de la terrasse exhumée à l'est du fanum, l'étude des éboulis de pente, la détermination des voies d'accès au monument, ainsi que sa restauration et sa mise en valeur. Les fouilles ont permis de mettre au jour un trou de poteau dans la galerie nord qui serait vraisemblablement un témoignage de l'édification du second fanum, ainsi que la limite de la terrasse à 5,5 m du mur de la cella. Si aucune trace de poteau ou mur correspondant à la galerie est n'a pu être trouvée, la présence de nombreux clous laisse suggérer l'existence d'une structure en bois. Par ailleurs, un couteau en fer de 19 cm de long et un poids (probablement de fil à plomb) ont été découverts à proximité des fana.